# Cordia africana
Die Cordia africana ist eine Pflanzenart aus der Gattung der Kordien (Cordia) in der Familie der Raublattgewächse (Boraginaceae). Sie ist im tropischen Afrika heimisch.

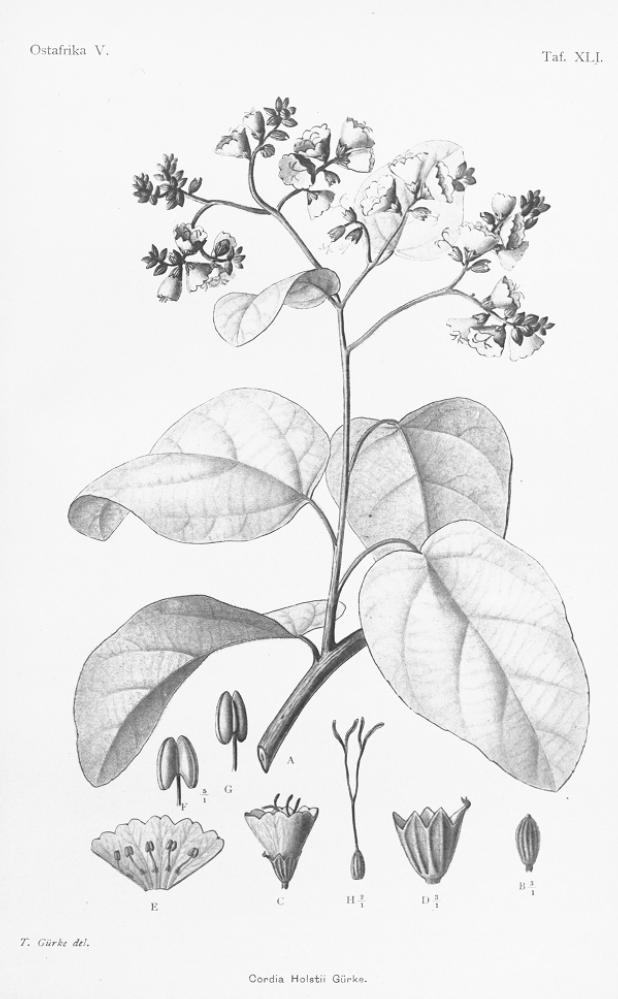
Illustration von Adolf Engler

## Beschreibung

### Erscheinungsbild und Blatt
Cordia africana ist ein laubabwerfender, schnellwüchsiger Baum, der Wuchshöhen bis zu 25 Metern erreicht. Der bis zu 90 Zentimeter dicke Stamm verzweigt sich meist einige Meter über dem Boden. Die dichte und reich verzweigte Baumkrone ist ausladend. Die Rinde ist bräunlich und im Alter rissig bis schuppig. Vor allem beiden jungen Zweigen ist die Rinde teilweise bis deutlich behaart. 
Die meist wechselständig angeordneten, einfachen Laubblätter sind bis zu 13 Zentimeter lang gestielt. Die einfachen, steif ledrigen Blattspreiten sind bei einer Länge von 6 bis 24 Zentimeter und einer Breite von 4 bis 20 Zentimeter eiförmig bis breit-eiförmig, manchmal auch elliptisch bis fast kreisförmig mit fast spitzer oder herzförmiger und manchmal asymmetrischer Spreitenbasis sowie abgerundetem bis spitzem oberen Ende. Der Blattrand ist ganz oder nur leicht gekerbt. Die Blattunterseiten sind bräunlich behaart, die Oberseiten rau. Die Nervatur ist unterseits erhaben, mit fünf bis sieben Seitenaderpaaren.

### Blütenstand und Blüte

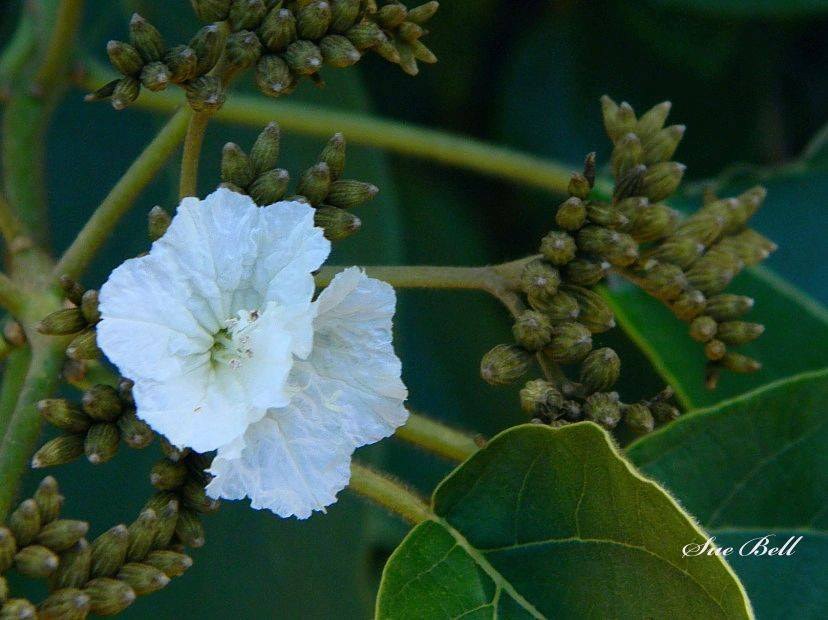
Blütenstand und Blüte

Die Blüten stehen in breiten, schirmrispigen und feinhaarigen Blütenstände zusammen.
Die duftenden, zwittrigen und fast sitzenden Blüten sind radiärsymmetrisch und fünfzählig mit doppelter Blütenhülle. Die ledrigen und außen feinhaarigen Kelchblätter sind zu einem 7 bis 9 Millimeter langen und an der Öffnung 4 bis 7 Millimeter breiten, rippigen Becher verwachsen, die drei bis fünf kurze Kelchzähne besitzt, die manchmal zweilippig erscheinen. Die 17 bis 24 Millimeter langen und weißen Kronblätter sind trichterförmig verwachsen, mit einer 15 bis 22 Millimeter langen Kronröhre und kurzen 1,5 bis 3,0 Millimeter langen, sowie 10 bis 15 Millimeter breiten Lappen. Die eingeschlossenen, kurzen Staubblätter sind 3 bis 5 Millimeter von der Basis der Krone entfernt inseriert. An einem 7 bis 10 Millimeter langen Staubfaden sitzen 2 bis 2,5 Millimeter lange Staubbeutel. Der kahle, oberständige Fruchtknoten ist bei einer Länge von etwa 2 Millimeter und einem Durchmesser von etwa 1,5 Millimeter eiförmig. Der Griffel ist 13 bis 18 Millimeter lang und gabelt sich in 7 bis 12 Millimeter Entfernung vom Fruchtknoten in zwei zweiästige Äste auf, der längliche Bereich mit Narbengewebe ist 1,5 Millimeter lang.
Die süß duftenden Blüten bieten Bienen reiche Nahrung.

### Frucht und Samen
Die relativ kleine und bei Reife gelbliche bis dunkelbraune, glatte Steinfrucht ist bei einer Länge von etwa 12 Millimeter und einem Durchmesser von etwa 8 Millimeter eiförmig bis ellipsoid oder verkehrt-eiförmig mit kleinen Griffelresten an der Spitze. Die Frucht ist an der Basis vom beständigen Kelch umschlossen und enthält meist ein bis zwei, seltener bis zu vier Samen. Das klebrige, süße Fruchtfleisch ist essbar.

## Taxonomie
Die Erstveröffentlichung von Cordia africana erfolgte 1792 durch Jean-Baptiste de Lamarck in Tabl. encycl., 1, S. 420. Lange Zeit war stattdessen jedoch das Synonym Cordia abyssinica R.Br. in Gebrauch. Beginnend mit Georg Cufodontis im Jahre 1961 verwendeten auch andere Botaniker wie Heine 1963, Taton 1971 und Troupin 1982/1985 den Namen Cordia africana. Ein weiteres Synonym ist Cordia holstii Gürke.

## Verbreitung
Die Heimat der Cordia africana liegt im tropischen bis subtropischen Afrika. Ihr Verbreitungsgebiet erstreckt sich von Äthiopien und Sudan über Kenia, Tansania, Uganda, Burundi, Ruanda, Zaire, Guinea und Nigeria nach Süden bis Angola, Malawi, Mosambik, Sambia, Simbabwe und in den Norden des südafrikanischen Transvaal. Zum Verbreitungsgebiet gehört auch ein Vorkommen im Jemen auf der arabischen Halbinsel.

## Nutzung
Die Cordia africana liefert ein wertvolles Nutzholz, das relativ beständig gegen Termiten- und Pilzbefall ist. Es wird unter anderem für Möbel, Werkzeugstiele und Wasserbehälter sowie im Außenbau für Fensterrahmen eingesetzt. Das Holz ist hellbraun bis braun. Die Rohdichte (frisch) beträgt etwa 750 kg/m³, die Rohdichte (HF 12 %) 440–580 kg/m³. Es wird auch als Brennholz genutzt.
Dazu werden die Früchte von Menschen verzehrt und die Blätter als Viehfutter genutzt. Rinde und Wurzeln finden auch medizinische Anwendung.
Cordia africana wird teilweise gezielt als Schattenbaum für landwirtschaftliche Kulturen von Feldfrüchten wie Mais angepflanzt.